# Micropus
Genre
Micropus, les Micropes, est un genre de plantes à fleurs annuelles de la famille des Asteraceae, comprenant des espèces originaires de la région méditerranéenne et de la côte ouest de l'Amérique du Nord.

## Liste des espèces
Selon GBIF (12 novembre 2020) :
- Micropus flavicans Lag., 1816
- Micropus globifer DC.
- Micropus multicaulis Dubois
- Micropus supinus L.
- Micropus tenellus Walp.

Selon Catalogue of Life (12 novembre 2020) :
- Micropus supinus L.

Selon Plants of the World online (POWO) (12 novembre 2020) :
- Micropus amphibolus A.Gray
- Micropus californicus Fisch. & C.A.Mey.
- Micropus supinus L.

Selon Tropicos (12 novembre 2020) (liste brute contenant des synonymes) :
- Micropus amphibolus A. Gray, 1882
- Micropus angustifolius Nutt., 1840
- Micropus bombycinus Lag., 1816
- Micropus californicus	Fisch. & C.A. Mey., 1836
- Micropus caulescens (Benth.) Walp., 1852
- Micropus flavicans Lag., 1816
- Micropus globifer Bertero ex DC., 1836
- Micropus globiferus Bertero ex DC., 1836
- Micropus grayana Hemsl., 1881
- Micropus longifolius Boiss. & Reut., 1875
- Micropus mareoticus (Delile) Spreng., 1826
- Micropus minimus DC.
- Micropus pygmaeus (L.) Desf., 1799
- Micropus supinus L.